# Classe Type 056
La classe Tipo 056 (nome in codice NATO: Jiangdao) è una classe di corvette lanciamissili di fabbricazione cinese, entrate in servizio a partire dal 2013 nei ranghi della Marina militare cinese ed il cui nome in codice è divenuto, in occidente, più noto del nome di progetto. 
Progettate per missioni pattugliamento costiero e scorta, sono anche in grado di fornire difesa aerea a corto raggio alle unità adiacenti nonostante non siano indicate per azioni di combattimento di altura.
Caratterizzate da linee stealth ed armate con un pezzo di artiglieria a prua, hanno riscosso un discreto successo commerciale, venendo adottate anche dalle marine militari di Bangladesh, Algeria e Niger, nelle quali sono tuttavia state classificate quali fregate o pattugliatori d'altura; a partire dal 2014 è entrata in servizio una nuova versione, ribattezzata 056A, con capacità ASW.
Al 2022 sono 27 le unità in servizio nelle varie nazioni che le hanno adottate. 
Tra il 2021 ed il 2022, le unità di questa classe sono state cedute dalla marina al corpo della Guardia Costiera cinese.

## Progetto
Queste unità hanno caratteristiche di bassa osservabilità radar, stazzano dalle 1500 alle 1800 t e sono state prodotte per compiti di scorta e vigilanza costiera, e per rimpiazzare le più vecchie fregate classe Type 053H (Jianghu I). Ne è stata prodotta una versione antisommergibile denominata Type 056A. La Type 056 può assolvere a missioni a medio raggio ma non è adatta per azioni di combattimento di altura.
La nave dispone di un ponte elicotteri, in grado di ospitare elicotteri antisommergibili come lo Z-9 Haitun ma non di un hangar. La sua velocità massima di 25 nodi non le permette di scortare gruppi da battaglia. La nave dispone di un lanciamissili antiaerei ad otto celle e due lanciamissili antinave a due celle, oltre che di un cannone a tiro rapido da 76mm e due cannoncini antiaerei da 30mm.

## Unità
Guardia Costiera Cinese
| #        | Nome     | Costruttore | Varata           | Immessa in servizio | Flotta                       | Stato    |
| Type 056 | Type 056 | Type 056    | Type 056         | Type 056            | Type 056                     | Type 056 |
| -------- | -------- | ----------- | ---------------- | ------------------- | ---------------------------- | -------- |
| 1        | Bengbu   | Hudong      | 23 maggio 2012   | 12 marzo 2013       | ceduta alla Guardia Costiera | Attivo   |
| 2        | Huizhou  | Whampoa     | 3 giugno 2012    | 1 luglio 2013       | ceduta alla Guardia Costiera | Attivo   |
| 3        | Meizhou  | Wuchang     | 31 luglio 2012   | 29 luglio 2013      | ceduta alla Guardia Costiera | Attivo   |
| 4        | Datong   | Liaonan     | 10 agosto 2012   | 18 maggio 2013      | ceduta alla Guardia Costiera | Attivo   |
| 5        | Shangrao | Hudong      | 19 agosto 2012   | 10 giugno 2013      | ceduta alla Guardia Costiera | Attivo   |
| 6        | Qinzhou  | Whampoa     | 30 agosto 2012   | 1 luglio 2013       | ceduta alla Guardia Costiera | Attivo   |
| 7        | Baise    | Wuchang     | 25 ottobre 2012  | 12 dicembre 2013    | ceduta alla Guardia Costiera | Attivo   |
| 8        | Yingkou  | Liaonan     | 18 novembre 2012 | 1 agosto 2013       | ceduta alla Guardia Costiera | Attivo   |
| 9        | Jieyang  | Whampoa     | 26 gennaio 2013  | 26 gennaio 2014     | ceduta alla Guardia Costiera | Attivo   |
| 10       | Ji'an    | Hudong      | 25 febbraio 2013 | 8 gennaio 2014      | ceduta alla Guardia Costiera | Attivo   |
| 11       | Qingyuan | Whampoa     | 30 maggio 2013   | 11 giugno 2014      | ceduta alla Guardia Costiera | Attivo   |
| 12       | Quanzhou | Hudong      | 25 giugno 2013   | 8 agosto 2014       | ceduta alla Guardia Costiera | Attivo   |
| 13       | Luzhou   | Wuchang     | 16 luglio 2013   | 7 giugno 2014       | ceduta alla Guardia Costiera | Attivo   |
| 14       | Weihai   | Liaonan     | 1 agosto 2013    | 15 marzo 2014       | ceduta alla Guardia Costiera | Attivo   |
| 15       | Fushun   | Liaonan     | 1 agosto 2013    | 12 luglio 2014      | ceduta alla Guardia Costiera | Attivo   |
| 16       | Chaozhou | Wuchang     | 14 novembre 2013 | 28 novembre 2014    | ceduta alla Guardia Costiera | Attivo   |
| 17       | Xinyang  | Liaonan     | 1 maggio 2014    | 7 marzo 2015        | ceduta alla Guardia Costiera | Attivo   |
| 18       | Suzhou   | Wuchang     | 1 maggio 2014    | 11 febbraio 2015    | ceduta alla Guardia Costiera | Attivo   |
| 19       | Heze     | Liaonan     | 7 luglio 2015    | 12 dicembre 2016    | ceduta alla Guardia Costiera | Attivo   |
| 20       | Huai'an  | Hudong      | 15 agosto 2015   | 11 agosto 2016      | ceduta alla Guardia Costiera | Attivo   |
| 21       | Baoding  | Wuchang     | 22 ottobre 2015  | 12 dicembre 2016    | ceduta alla Guardia Costiera | Attivo   |
| 22       | Ningde   | Whampoa     | 24 ottobre 2015  | 28 dicembre 2016    | ceduta alla Guardia Costiera | Attivo   |

 Marina militare bengalese
| Pennant Number | Nome       | Costruttore | Varata      | Immessa in servizio | Stato         |
| -------------- | ---------- | ----------- | ----------- | ------------------- | ------------- |
| F111           | Shadhinota | Wuchang     | 30 Nov 2014 |                     | Prove in mare |
| F112           | Prottoy    | Wuchang     |             |                     | Prove in mare |

 Marina militare nigeriana
| Pennant Number | Nome      | Costruttore | Varata       | Immessa in servizio | Stato  |
| -------------- | --------- | ----------- | ------------ | ------------------- | ------ |
| F91            | Centenary | Wuchang     | gennaio 2014 | febbraio 2015       | Attiva |
| F92            | Unity     | Wuchang     |              |                     |        |

 Marina militare algerina
| Pennant Number | Nome | Costruttore | Varata | Immessa in servizio | Stato          |
| -------------- | ---- | ----------- | ------ | ------------------- | -------------- |
| 940            |      |             | 2020   | 23 agosto 2021      | Attivo         |
|                |      |             |        |                     | in costruzione |
|                |      |             |        |                     | in ordine      |
|                |      |             |        |                     | in ordine      |
|                |      |             |        |                     | in ordine      |
|                |      |             |        |                     | in ordine      |

## Utilizzatori
Cina
- China Coast Guard

Al 2022, 22 unità in servizio ereditate dalla marina militare
- Marina dell'Esercito Popolare di Liberazione

22 unità in servizio fino al 2022, cedute alla Guardia costiera cinese
 Nigeria
- Nigerian Navy

A dicembre 2022, 2 unità in servizio
 Bangladesh
- Bangladesh Nou Bahini

A dicembre 2022, 2 unità in servizio
 Algeria
- Al-Bahriyya al-wataniyya al-Jaza'iriyya

A dicembre 2022, 1 unità in servizio di 6 ordinate